# Eupithecia subsequaria
Eupithecia subsequaria är en fjärilsart som beskrevs av Herrich-Schäffer 1852. Eupithecia subsequaria ingår i släktet Eupithecia och familjen mätare. Inga underarter finns listade i Catalogue of Life.